# Дон Макнил
Уилям Доналд Макнил (на английски: William Donald McNeill) е американски тенисист. 

## Биография
Уилям Доналд Макнил е роден на 30 април 1918 г. в Чикашей, Оклахома, завършва Кениън Колидж през 1940 г.
Дон Макнил почива на 28 ноември 1996 г. във Веро Бийч, Флорида, поради усложнения от пневмония.

## Кариера
Дон Макнил печели първата си голяма титла през 1938 г., когато побеждава Франк Боудън на Националния шампионат по тенис на закрито на САЩ, който се играе в Seventh Regiment Armory в Манхатън, Ню Йорк.
През 1939 г. Макнил става вторият американец, който печели титлата на Френския шампионат на сингъл (след Дон Бъдж), като побеждава своя сънародник Боби Ригс на финала. След това той играе на Уимбълдън, единственият път, в който участва, и губи от Франьо Кукулевич във втория кръг на сингъл, достига трети кръг на двойки и четвъртфинал на смесени двойки.
През юни 1940 г. Макнил печели титлата на сингъл на Ю Ес Менс Клей Корт Чемпиъншипс в Чикаго. През август същата година печели на турнир в Саутхемптън, след победа на финала над Франк Ковач. Две седмици по-късно печели турнир в казиното на Нюпорт. През септември печели втората си титла от Големия шлем, като побеждава Боби Ригс на финала на Националния шампионат на САЩ. Твърди се, че има няколко лоши обаждания срещу Ригс в този мач.
През 1940 г. Макнил става номер 1 в класацията на САЩ от USLTA, пред Ригс номер 2 в края на годината.
По време на Втората световна война Макнил служи като лейтенант в американския флот и е прикрепен към посолството в Буенос Айрес, Аржентина. Докато е там, той печели Аржентина Оупън през 1942 г. и защитава титлата успешно през ноември 1943 г., като побеждава Панчо Сегура на финала.
Дон Макнил е въведен в Международната зала на славата на тениса през 1965 г.

## Кариерна статистика

#### Титлили на сингъл на турнири отГолям шлем(2)
| година | турнир      | съперник  | резултат                          |
| ------ | ----------- | --------- | --------------------------------- |
| 1939   | Ролан Гарос | Боби Ригс | 7 – 5, 6 – 0, 6 – 3               |
| 1940   | ОП САЩ      | Боби Ригс | 4 – 6, 6 – 8, 6 – 3, 6 – 3, 7 – 5 |

#### Титли на двойки отГолям шлем(2)
| година | турнир      | партньор       | съперник                 | резултат                           |
| ------ | ----------- | -------------- | ------------------------ | ---------------------------------- |
| 1939   | Ролан Гарос | Чарлз Харис    | Жан Боротра Жак Брюньон  | 4 – 6, 6 – 4, 6 – 0, 2 – 6, 10 – 8 |
| 1944   | ОП САЩ      | Боб Фалкенбург | Бил Талбърт Панчо Сегура | 7 – 5, 6 – 4, 3 – 6, 6 – 1         |

#### Финали на двойки отГолям шлем(1)
| година | турнир | партньор     | съперник                  | резултат                            |
| ------ | ------ | ------------ | ------------------------- | ----------------------------------- |
| 1946   | ОП САЩ | Франк Гърнси | Гарднър Мълой Бил Талбърт | 6 – 3, 4 – 6, 6 – 2, 3 – 6, 18 – 20 |

#### Финали на смесени двойки отГолям шлем(1)
| година | турнир | партньор     | съперник                    | резултат     |
| ------ | ------ | ------------ | --------------------------- | ------------ |
| 1944   | ОП САЩ | Дороти Бънди | Маргарет Осбърн Бил Талбърт | 2 – 6, 3 – 6 |